# Contacthoek

Druppel op een ideaal oppervlak met aanduiding van de contacthoek θ.

Benatting met verschillende vloeistoffen. A weinig benatting, C veel benatting. A heeft een grote contacthoek en C een kleine.

Als een druppel vloeistof op een vast oppervlak wordt aangebracht, dan is de contacthoek een manier om de interactie tussen de vloeistof en de vaste stof te beschrijven. De contacthoek θ is de hoek tussen de druppel en het oppervlak en hangt af van de oppervlaktespanning van de vloeistof en de oppervlakte-energie van de vaste stof. De methode is door Young en Laplace vastgelegd en wordt algemeen gebruikt in de oppervlaktefysica.
Er zijn daarin twee situaties:
1. weinig tot geen benatting (wetting): er ontstaat een bol staande druppel. Deze wordt beschreven met een hoek die groter is dan 90 graden.
2. veel benatting: de druppel spreidt zich over het oppervlak. Deze wordt beschreven met een hoek die kleiner is dan 90 graden.